# Atypoides riversi
Espèce
Synonymes
- Antrodiaetus riversi (O. Pickard-Cambridge, 1883)

Atypoides riversi est une espèce d'araignées mygalomorphes de la famille des Antrodiaetidae.

## Distribution
Cette espèce est endémique de Californie aux États-Unis,.

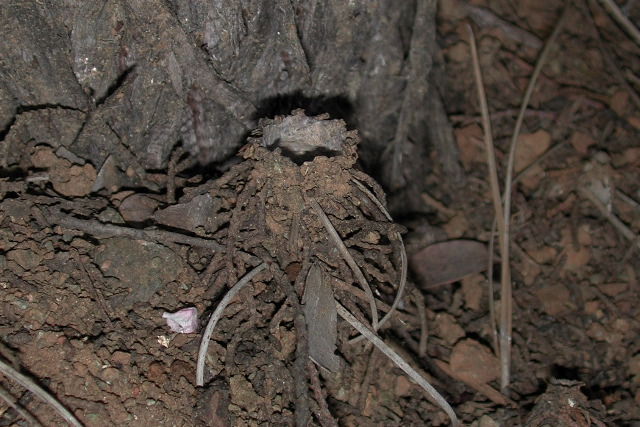
Atypoides riversi

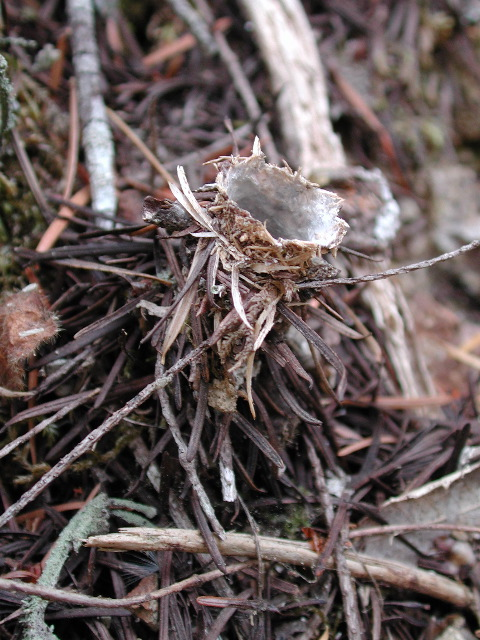
Atypoides riversi

## Publication originale
- O. Pickard-Cambridge, 1883 : On some new genera and species of spiders. Proceedings of the Zoological Society of London, vol. 1883, p. 352-365.